# Керма воздуха
Ке́рма во́здуха (от англ. сокращения Kinetic Energy Released in MAterial или Kinetic Energy Released per unit MAss) — скалярная физическая величина, характеризующая общую первоначальную кинетическую энергию, передаваемую заряженным частицам воздуха в результате облучения нейтральными частицами. Равна отношению переданной кинетической энергии к массе вещества в данном объёме воздуха.
{\displaystyle K={\frac {dE}{dm}}}
Единицы измерения — грэй (в системе СИ) и рад (внесистемная единица).
Её можно использовать, например для описания радиационного поля в присутствии (или отсутствии) пациента.
Керма в воздухе может быть определена для любого поглощающего материала. Для рентгеновского излучения, используемого в рентгенодиагностике, керма мягких тканей приблизительно равна керме в воздухе (разность порядка 10%), и для целей радиационной защиты, их принято считать одинаковыми.